# Gle Batte Meutiga
Gle Batte Meutiga är en kulle i Indonesien.   Den ligger i provinsen Aceh, i den västra delen av landet, 1 800 km nordväst om huvudstaden Jakarta. Toppen på Gle Batte Meutiga är 292 meter över havet, eller 83 meter över den omgivande terrängen. Bredden vid basen är 1,6 km.
Terrängen runt Gle Batte Meutiga är varierad. Havet är nära Gle Batte Meutiga västerut.Runt Gle Batte Meutiga är det ganska tätbefolkat, med 155 invånare per kvadratkilometer. Närmaste större samhälle är Banda Aceh, 14,2 km nordost om Gle Batte Meutiga. I omgivningarna runt Gle Batte Meutiga växer i huvudsak städsegrön lövskog.